# Пятнадцатый Толедский собор
Пятнадцатый Толедский собор (лат. Concilium Toletanum XV) собрался в Толедо 11 мая 688 года при вестготском короле Эгике. Это был первый из трёх его советов.
В 680—681 годах Шестой Вселенский собор отверг монофелитство и утвердил учение диофелитства о том, что у Христа было две воли. Решение собора было отправлено митрополиту Толедо Кирику, который умер до того, как оно дошло до него, и попало в руки его преемника Юлиана. Реакция испанских епископов на письмо Бенедикта II не понравилась Папе, особенно фраза voluntas genuit voluntatem, что означает «порождает волю». Тем не менее Юлиан защищал свои предложения, и их принял пятнадцатый собор. Некоторые предполагают, что раскол с римской церковью был неизбежен, но его отвлекли политические события как в Испании, так и в Италии, такие как арабское вторжение 711 года. Однако эта точка зрения не является общепринятой.
У Эгики, помимо подтверждения богословия Юлиана, была и вторая причина для созыва собора. Он был обязан своим предшественником Эрвигом, принести две клятвы, прежде чем вступить на престол. Во-первых, он был вынужден поклясться никогда не причинять вреда детям Эрвига, когда Эрвиг выдал за него свою дочь замуж. Во-вторых, он был вынужден на смертном одре Эрвига поклясться отстаивать справедливость для народа. Эгика утверждал, что из-за несправедливости Эрвига он не мог защитить своих детей, если хотел отдать должное людям. Обычно предполагается, что Эрвиг несправедливо конфисковал имущество и оно находилось в руках его детей. Следовательно, Эгике придется забрать это имущество, чтобы вернуть его законным владельцам. Он хотел, чтобы защита детей Эрвига была вырвана из его рук. Епископы приказали ему любить своих родственников, но освободили его от присяги. Он хотел, чтобы они также отменили решение тринадцатого Собора, защищающий семью Эрвига, но епископы отказались, заявив, что этот канон не защищает их от справедливого наказания.